# Комсомольское сельское поселение (Омская область)
Комсомольское се́льское поселе́ние — муниципальное образование в Омском районе Омской области Российской Федерации.
Административный центр — посёлок Ачаирский.

## История
Статус и границы сельского поселения установлены Законом Омской области от 30 июля 2004 года № 548-ОЗ «О границах и статусе муниципальных образований Омской области»

## Население
| 2006  | 2010  | 2011  | 2012  | 2013  | 2014  | 2015  | 2016  | 2017  |
| ----- | ----- | ----- | ----- | ----- | ----- | ----- | ----- | ----- |
| 3283  | ↗3346 | ↗3353 | ↘3351 | ↘3312 | ↘3282 | ↗3319 | ↘3282 | ↘3238 |
| 2018  | 2019  | 2020  | 2021  | 2023  |       |       |       |       |
| ↘3184 | ↘3127 | ↘3033 | ↘2928 | ↘2905 |       |       |       |       |

Гендерный состав
По данным Всероссийской переписи населения 2010 года в гендерной структуре населения из 3346 человек мужчин — 1564, женщин — 1782	(46,7 и 53,3 % соответственно)

### Национальный состав
Согласно результатам переписи 2002 года, в национальной структуре населения русские составляли большинство во всех 4 населённых пунктах поселения .

## Состав сельского поселения
| № | Населённый пункт  | Тип населённого пункта          | Население |
| - | ----------------- | ------------------------------- | --------- |
| 1 | Ачаирский         | посёлок, административный центр | ↗2355     |
| 2 | Комсомол          | деревня                         | ↘262      |
| 3 | Красная Тула      | посёлок                         | ↘220      |
| 4 | Покрово-Иртышское | деревня                         | ↘509      |